# Naturbeskyttelsesloven
 Naturbeskyttelsesloven eller formelt:  Lov om naturbeskyttelse defineres i Lovbekendtgørelse nr 240 af 13 marts 2019 om naturbeskyttelse.
Den første naturbeskyttelseslov trådte i kraft den 1. juli 1992 og erstattede naturfredningsloven.
Den har til formål at medvirke til at værne landets natur og miljø, så samfundsudviklingen kan ske på et bæredygtigt grundlag i respekt for menneskets livsvilkår og for bevarelsen af dyre- og plantelivet.
Loven tilsigter særligt
1. at beskytte naturen med dens bestand af vilde dyr og planter samt deres levesteder og de landskabelige, kulturhistoriske, naturvidenskabelige og undervisningsmæssige værdier,
2. at forbedre, genoprette eller tilvejebringe områder, der er af betydning for vilde dyr og planter og for landskabelige og kulturhistoriske interesser, og
3. at give befolkningen adgang til at færdes og opholde sig i naturen samt forbedre mulighederne for friluftslivet.

Det overordnede ansvar ligger fra 1. juli 2016 hos Styrelsen for Vand- og Naturforvaltning, mens bl.a. kommunerne og Kystdirektoratet varetager opgaverne lokalt. Kystdirektoratet giver tilladelser og afslag i forhold til klit- og strandbeskyttelse. Kommunerne fører tilsyn, giver tilladelse og afslag, udfører plejeopgaver, planlægger og informerer offentligheden i forhold til størstedelen af de øvrige områder i loven. Det er dog fredningsnævnene som giver tilladelser og afslag i forhold til fredninger.
Loven indeholder en række bestemmelser om beskyttelse af bestemte naturtyper (Naturbeskyttelseslovens § 3), f.eks søer og vandhuller (over 100 m2), moser, enge, heder, overdrev og strandenge over 2.500 m2 og de fleste vandløb. 25. juni 2020 vedtog Folketinget  Forbud mod sprøjtning, gødskning og omlægning af § 3-beskyttede arealer.
Derudover er der bestemmelser omkring Internationale naturbeskyttelsesområder, især Natura 2000-planen, offentlighedens adgang til naturen, beskyttelseszoner langs kyster og strande (klitfredning og strandbeskyttelseslinje), omkring vandløb og søer (å- og søbeskyttelseslinje), omkring skove (skovbyggelinje), omkring fortidsminder (fortidsmindebeskyttelseslinje) og omkring kirker (kirkebyggelinje), beskyttelse af plante- og dyrearter m.v., naturfredning, naturpleje og sandflugtsbekæmpelse.